# Sindrome del canale di Guyon

Siti di compressione

Per sindrome del canale di Guyon si intende una compressione del nervo ulnare. Il canale di Guyon è quella struttura delimitata inferiormente dall'osso pisiforme e dall'apofisi unciniforme dell'uncinato, all'interno del quale decorrono nervo e arteria ulnare.

## Sintomi
Sono preferenzialmente notturni e variano a seconda del sito di compressione:
- tipo I: all'interno o prossimalmente al canale di Guyon, causa sintomi sia sensitivi (parestesie al metà del IV e V dito della mano, dolore all'eminenza ipotenar ed al territorio di innervazione), che muscolari (ipotrofia dell'eminenza ipotenar e dei muscoli interossei);
- tipo II: compressione isolata del ramo profondo (motorio) a livello dell'apofisi unciniforme dell'uncinato;
- tipo III: compressione della sola componente superficiale (sensitiva).

È da ricordare, inoltre, che le lesioni del nervo ulnare a livello del polso risparmiano il ramo dorsale sensitivo e non interessano i tendini dei muscoli flessori profondi dell'ulnare e del mignolo.

## Cause
Le cause della Sindrome del canale di Guyon sono:
- compressione intracanalicolare: neoformazioni, anomalie vasali, alterazioni strutturali dei vasi, cisti vasali, post-traumatismi;
- compressione extracanalicolare: neoformazioni cistiche o neoplastiche, alterazioni infiammatorie e/o degenerative delle guaine sinoviali adiacenti al canale stesso.

## Esame obiettivo
A causa della lesione completa del nervo ulnare la mano assumerà un tipico aspetto di "mano ad artiglio" (atteggiamento ad artiglio incompleto della mano). Il dito anulare ed il mignolo avranno la prima falange iperestesa e le altre flesse (paralisi dei muscoli interossei, del terzo e quarto lombricali e prevalenza dell'estensore comune delle dita). Questo per l'interessamento dei muscoli lombricali del III e IV dito. I muscoli lombricali del I e II sono innervati dal nervo mediano quindi non vengono coinvolti. Si evidenzia l'ipotrofia dell'eminenza ipotenar per interessamento del muscolo adduttore del pollice.
Saranno positivi i test del muscolo flessore profondo delle dita ed il test del muscolo abducente del mignolo.

## Diagnosi differenziale
È necessario porla con la lesione dell'arteria ulnare, tramite il test di Allen. Questo risulterà negativo in caso di Sindrome del canale di Guyon, descrivendo un quadro di buon flusso ematico alle dita della mano.